# آیزیاه توماس
آیزِیاه توماس (انگلیسی: Isiah Thomas؛ زاده ۳۰ آوریل ۱۹۶۱) یک بازیکن بسکتبال اهل ایالات متحده آمریکا است.